# Dusun Pukur
Dusun Pukur is een bestuurslaag in het regentschap Bengkulu Utara van de provincie Bengkulu, Indonesië. Dusun Pukur telt 699 inwoners (volkstelling 2010).